# Эль-Хаваш (Хомс)
Эль-Хаваш (араб. الحواش‎) — небольшой город на западе Сирии, расположенный на территории мухафазы Хомс. Входит в состав района Телль-Калах. Является центром одноимённой нахии.

## Географическое положение
Город находится в западной части мухафазы, вблизи границы с Ливаном, к северу от реки Нахр-эль-Кебир, на высоте 296 метров над уровнем моря.

Эль-Хаваш расположен на расстоянии приблизительно 28 километра (по прямой) к западу от Хомса, административного центра провинции и на расстоянии 132 километров к северу от Дамаска, столицы страны.

## Население
По данным официальной переписи 2004 года численность населения города составляла 4067 человек (2030 мужчин и 2037 женщин). Насчитывалось 933 домохозяйства. В конфессиональном составе населения исторически преобладали православные христиане.

## Транспорт
Ближайший аэропорт расположен в городе Триполи (Ливан).